# Bôrik (sedlo)
Bôrik (polsky Borek) (940 m n. m.) je sedlo v geomorfologickém celku Podtatranská brázda.
Nachází se v podcelku Zuberecká brázda východně od obce Habovka. Snižuje se mezi masivem Skorušina (1314 m n. m.) a Osobitá (1687 m n. m.). Pod sedlem začíná Blatná dolina, která se táhne jihozápadním směrem.
Sedlem prochází asfaltová silnice, která spojuje obec Habovka s rekreačním střediskem Oravice. Zároveň jím vede i severní hranice území Tatranského národního parku.